# Margaret Hamilton
Margaret Hamilton (* 17. srpna 1936 Paoli) je americká softwarová inženýrka a podnikatelka. Byla ředitelkou oddělení softwarového inženýrství v MIT Instrumentation Laboratory, která vyvíjela letový software pro Program Apollo. V roce 1986 založila společnost Hamilton Technologies, která sídlí ve městě Cambridge ve státě Massachusetts. Za svůj život vydala okolo 130 článků, zpráv a různých dokumentů. V roce 2016 získala Prezidentskou medaili svobody, kterou jí udělil prezident USA Barack Obama.

## Životopis
V roce 1954 vystudovala Hancock High School a roku 1958 získala akademický titul na Earlham College. Tam se setkala se svým budoucím manželem, právníkem Jamesem Coxem Hamiltonem. Když jí bylo 24 let, získala práci v Massachusettském technologickém institutu. Měla v plánu podporovat ze svého platu studium svého muže na Harvardu. Teprve poté plánovala získat i svůj diplom. V první polovině 60. let 20. století pracovala na programu protiletadlové obrany s názvem SAGE.
Studijní ambice jí však nevyšly. Zůstala v institutu, aby pracovala pro NASA, kde byla odpovědná pro vývoj navigačního softwaru potřebného pro let na Měsíc a přistání na Měsíci. V roce 1965 se stala šéfkou oddělení se čtyřmi sty pracovníky, které mělo za úkol vývoj palubního softwaru pro počítače Apolla. Software byl následně použit v řadě dalších vesmírných projektů NASA, jako např. v laboratoři Skylab. Řada postupů, které Hamilton použila, byly později aplikovány v moderních konceptech softwarové architektury. Za svůj životní přínos získala ocenění od NASA v roce 2003.

### Soukromí
Má sestru Kathryn. Svého prvního manžela poznala v 50. letech na vysoké škole Earlham College. Vzali se v létě po promoci 15. července 1958. Krátce učila středoškolskou matematiku a francouzštinu na veřejné škole v Bostonu v Indianě. Manželé se přestěhovali do Bostonu v Massachusetts, kde se jim 10. listopadu 1959 narodila dcera. Rozvedli se v roce 1967. O dva roky později se Margaret vdala za Dana Lickyho.